# جذلية متسلقة
جذلية متسلقة (الاسم العلمي: Epipremnum)، جنس نباتات مُزهرة من فصيلة اللوفية، توجد في الغابات الاستوائية من الصين، وجبال الهملايا، وجنوب شرق آسيا إلى أستراليا غرب المحيط الهادئ. إنها نباتات دائمة الخضرة ومعمرة تتسلق بمساعدة الجذور الهوائية. قد يُخلط بينها وبين أجناس الشمرسية الأخرى مثل و Rhaphidophora و Scindapsus و Amydrium.
جميع أجزاء نباتات الجذلية المتسلقة سامة، ويرجع ذلك في الغالب إلى trichosclereids (الخلايا الحادة الطويلة) والبلورات الإبرية. يمكن أن تنمو النباتات إلى أكثر من 40 مترًا (131 قدمًا) بأوراق يصل طولها إلى 3 أمتار (10 أقدام)، ولكن في الحاويات يقل الحجم كثيرًا. عادةً ما تُزرع النباتات، المعروفة باسم حريش تونغافين أو بوثوس أو لبلاب الشيطان، اعتمادًا على الأنواع، في المنازل في المناطق المعتدلة. أوراق الصغيرة منها خضراء زاهية ، وغالبًا ما تكون ذات أنماط متنوعة بشكل غير منتظم من اللون الأصفر أو الأبيض. قد يجدون الأشجار المضيفة عن طريق استخدام الانتحاء الضوئي.